# 卡扎科沃农村居民点
卡扎科沃农村居民点（俄语：Сельское поселение Казаковское）是俄罗斯联邦沃洛格达州维捷格拉区所属的一个农村居民点。其下辖有10个居民点，行政中心为帕尔托加。据2015年统计，该农村居民点的人口为472人。